# 5240 Kwasan
5240 Kwasan este un asteroid din centura principală de asteroizi.

## Descriere
5240 Kwasan este un asteroid din centura principală de asteroizi. A fost descoperit pe 7 decembrie 1990 la Toyota de Kenzo Suzuki și Takeshi Urata. Asteroidul prezintă o orbită caracterizată de o semiaxă mare de 2,38 ua, o excentricitate de 0,10 și o înclinație de 5,6° în raport cu ecliptica.